# Legendele palatului: Concubina regelui
Dong Yi (sau Vremuri apuse) (denumit și Legendele palatului: Concubina regelui la TVR 1) este un serial istoric de televiziune Sud-Coreean din 2010 care prezintă viața lui Choe Suk-bin.

## Povestea
Acțiunea dramei este stabilită în timpul Regelui Sukjong din Dinastia Joseon. Povestea urmărește viața lui Dong-yi, o fată care ajunge să câștige încrederea Reginei Inhyeon. Ea este favorizată și de rege, care este mișcat de rugăciunile ei pentru viața reginei în timpul unei dispute la curtea regală provocată de o altă concubină Jang Hui-bin. În cele din urmă, Dong-yi devine o concubină cu rangul de Bin și îl naște pe cel care va deveni al 21-lea rege al Dinastiei Joseon, Yeongjo (tatăl Prințului Moștenitor Sado și bunicul lui Yi San). 

## Distribuție
- Han Hyo-joo – Choe Dong-yi (Choe Suk-bin)
  - Kim Yoo-jung – copila Dong-yi
- Ji Jin-hee – Regele Sukjong
- Lee So-yeon – Jang Ok-jeong (Jang Hui-bin)
- Bae Soo-bin – Cha Chun-soo
- Park Ha-sun – Regina Inhyeon
- Jung Jin-young – Seo Young-gi
- Jung Dong-hwan – Oh Tae-suk
- Lee Kye-in – Oh Tae-poong
- Choi Chul-ho – Oh Yoon
- Kim Yoo-suk – Jang Hee-jae, fratele lui Jang Ok-jeong
- Son Il-kwon – Hong Tae-yoon
- Shin Guk – Secretarul Regal
- Na Sung-kyoon – Jung In-gook
- Kim Dong-yoon – Regina Myeongseong, mama Regelui Sukjong
- Kim Hye-sun – Doamna Jung
- Kim So-yi – Doamna Bong
- Ahn Yeo-jin – Doamna Jo
- Lim Sung-min – Doamna Yoo
- Jeong Yu-mi – Jung-eum
- Kang Yoo-mi – Ae-jong
- Oh Eun-ho – Shi-bi
- Han Da-min – Eun-geum
- Choi Ha-na – Mi-ji
- Lee Jung-hoon – Lee Jong-ok
- Choi Jae-ho – Park Do-soo
- Yeo Ho-min – Oh Ho-yang
- Lee Hee-do – Hwang Joo-shik
- Lee Kwang-soo – Young-dal
- Jung Sung-woon – Choe Dong-joo
- Jung In-ki – Kim Hwan
- Jung Ki-sung – ucenicul lui Kim Hwan
- Lee Sook – Doamna Park
- Kim Hye-jin – Seol-hee
- Choi Ran – Doamna Yoon, mama lui Jang Ok-jeong
- Choi Soo-han – Ge-dwo-ra
- Jung Eun-pyo – tatăl lui Ge-dwo-ra
- Jung Sun-il – Park Doo-kyung
- Kwon Min – Cha Soo-taek
- Choi Jong-hwan – Jang Mu-yeol
- Lee Hyung-suk – Yi Geum, Prințul Yeoning (viitorul Rege Yeongjo)
- Yoon Chan – Prințul Moștenitor Yi Yoon (viitorul Rege Gyeongjong)
- Heo Yi-seul – Young-sun
- Maeng Sang-hoon – Kim Goo-sun
- Oh Yeon-seo – Regina Inwon
- Chun Ho-jin – Choe Hyo-won
- Lee Jae-yong – Jang Ik-heon
- Choi Il-hwa – Seo Jung-ho